# Chissey-en-Morvan
Chissey-en-Morvan ist eine französische Gemeinde mit 295 Einwohnern (Stand: 1. Januar 2022) im Département Saône-et-Loire in der Region Bourgogne-Franche-Comté (vor 2016 Bourgogne). Die Gemeinde gehört zum Arrondissement Autun und zum Kanton Autun-1 (bis 2015 Lucenay-l’Évêque). Die Einwohner werden Chisséens genannt.

## Geographie
Chissey-en-Morvan liegt etwa 15 Kilometer nordnordwestlich von Autun am Fluss Ternin, in den hier sein Zufluss Plaine einmündet. Umgeben wird Chissey-en-Morvan von den Nachbargemeinden Moux-en-Morvan im Norden und Nordwesten, Blanot im Norden, Villiers-en-Morvan im Nordosten, Savilly im Osten, Lucenay-l’Évêque im Süden und Südosten, Cussy-en-Morvan im Süden und Westen sowie Ménessaire im Westen.

## Bevölkerungsentwicklung
| 1962                       | 1968 | 1975 | 1982 | 1990 | 1999 | 2006 | 2013 | 2019 |
| -------------------------- | ---- | ---- | ---- | ---- | ---- | ---- | ---- | ---- |
| 510                        | 475  | 439  | 367  | 343  | 281  | 298  | 288  | 271  |
| Quellen: Cassini und INSEE |      |      |      |      |      |      |      |      |

## Sehenswürdigkeiten
- Kirche Saint-Martin aus dem 11./12. Jahrhundert
- Schloss Chissey-en-Morvan, Anfang des 17. Jahrhunderts erbaut
- Schloss La Prée aus dem 18. Jahrhundert
- Schloss Buis, 1781 wieder errichtet
- Schloss Le Guidon
- Herrenhaus Commegrain aus dem 14. Jahrhundert

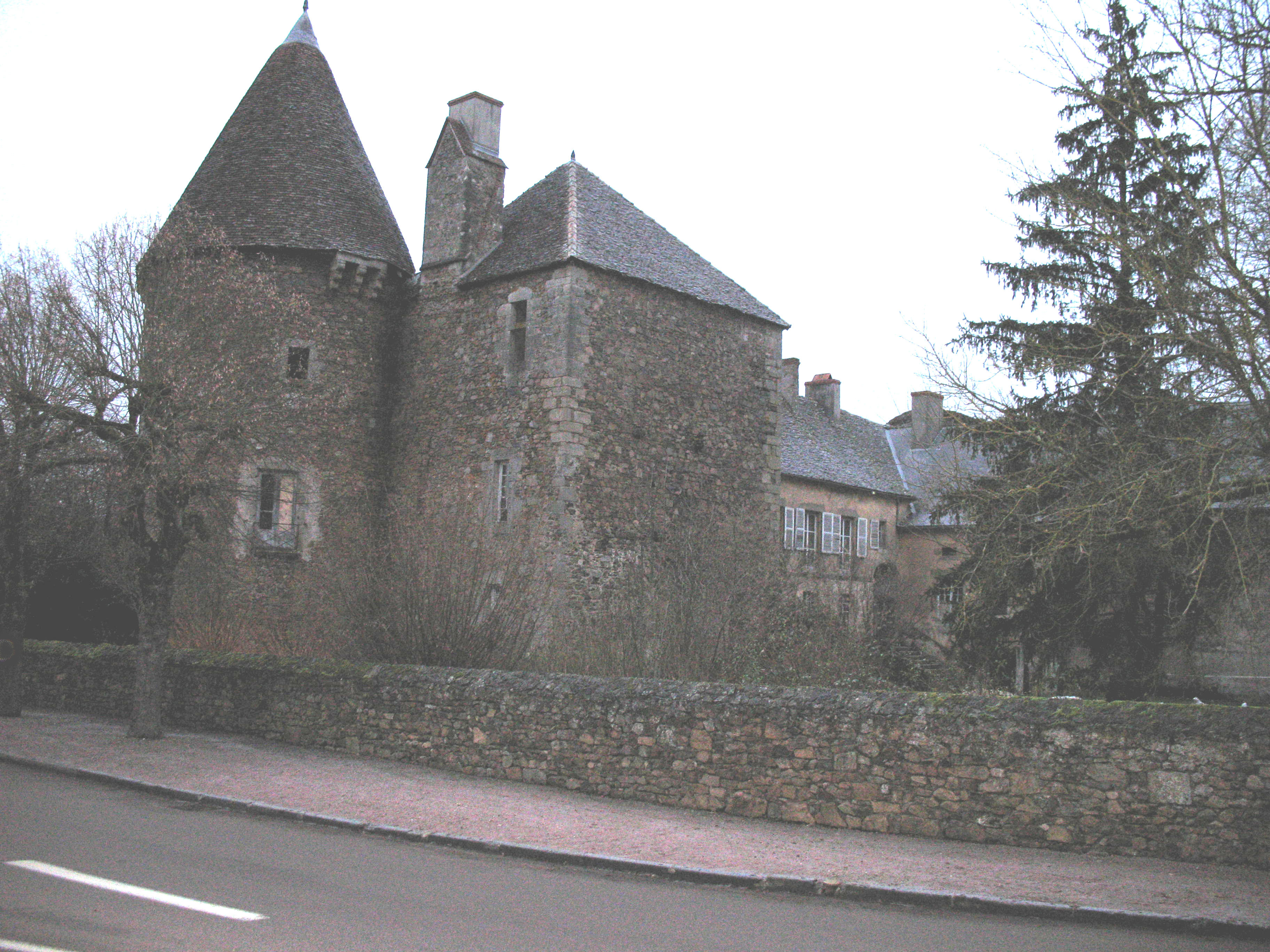
Schloss Chissey-en-Morvan